# Exterbremse

Exterbremse

Die Exterbremse zählt zu den mechanischen Bremseinrichtungen an Tendern und Tenderlokomotiven, um deren Fahrt abzubremsen oder diese anzuhalten. Sie dient auch als Sicherung im Stillstand, um ein ungewolltes Wegrollen zu verhindern.

## Geschichte
Der in München lebende Eisenbahningenieur und Erfinder Carl Exter entwickelte um 1870 eine Hebelbremse. Die nach ihm benannte Exterbremse oder Extersche Hebelbremse, gehört zur Gattung der Gewichtsbremsen. Diese werden auch als Wurfbremsen oder Wurfhebelbremsen bezeichnet. Die Exterbremse konnte sich bei den Tenderlokomotiven durchsetzen. Als Wagenbremse wurde sie jedoch, wegen der rasch wirkenden, aber schlecht regulierbaren Bremsleistung, nicht verwendet.
Um die Mitte des 19. Jahrhunderts waren die Zuglängen, die Zuggewichte und die Fahrgeschwindigkeiten noch sehr bescheiden. Aus diesen Gründen wurde das Abbremsen der Züge mittels Handbremsen als ausreichend erachtet. Sollte die Fahrt abgebremst werden, so war auf der Lokomotive die Aufgabe des Heizers den Gewichtshebel der Hebelbremse umzulegen. Die angehängten Wagen waren vielfach mit Spindelbremsen (oder anderen Handbremsarten) versehen. Über ein Pfeifsignal der Lok musste das Zugpersonal oder die Bremser, die Wagenbremsen bedienen. Durch die Zunahme der Zuggewichte und der Fahrgeschwindigkeiten stiegen auch die Anforderungen an die Bremssysteme.

## Funktion
Soll die Fahrt abgebremst werden, muss der Gewichtshebel der Hebelbremse umgelegt werden. Über ein Hebelwerk werden die Bremsklötze auf die Laufflächen der Räder gedrückt. Die Bremswirkung setzt sofort ein. Bei entsprechendem Körpereinsatz kann die Bremswirkung zusätzlich erhöht werden. Durch Hochheben des Gewichtshebels lösen sich die Bremsklötze wieder vom Rad. 
Soll ein Fahrzeug im Stillstand gesichert werden, so kann der Gewichtshebel in gesenkter Stellung arretiert werden. Dazu sind manche Bremshebel mit einem Rastensegment ausgestattet. Das Einrasten durch Bewegung über den Totpunkt ist eine Unsitte und weist darauf hin, dass das Bremsgestänge (Gestängelänge) nachgestellt werden muss. Mit zunehmender Abnützung der Bremsklötze lässt die Bremswirkung nach. Somit ist der Zustand der Klötze regelmäßig zu überprüfen. Soweit möglich kann die Gestängelänge nachgestellt werden oder die Klötze sind zu ersetzen.